# Eleições estaduais no Piauí em 1945
As eleições estaduais no Piauí em 1945 ocorreram em 2 de dezembro conforme a Lei Constitucional Número Nove, o Decreto-Lei n.º 7.586 e uma resolução do Tribunal Superior Eleitoral editada em 8 de setembro visando regular as eleições gerais no Distrito Federal, em 20 estados e no território federal do Acre. Foram eleitos os senadores Esmaragdo de Freitas, Matias Olímpio e sete deputados federais.
O senador mais votado foi o jornalista Esmaragdo de Freitas, nascido em Floriano e advogado formado em 1911 pela Universidade Federal de Pernambuco. Secretário de Governo em Pernambuco e secretário de Fazenda ao retornar ao Piauí, foi nomeado desembargador do Tribunal de Justiça do Piauí em 1931 onde permaneceu até ser afastado pelo Estado Novo ao fim do qual ingressou na UDN e venceu as eleições. Era um dos integrantes da Academia Piauiense de Letras.
A disputa pela outra vaga foi decidida em favor de Matias Olímpio. Natural de Barras e também oriundo da Universidade Federal de Pernambuco ele atuou como advogado, jornalista e promotor de justiça e foi juiz no Acre, Bahia, Pernambuco e Piauí, estado onde foi eleito governador em 1924. Afastado da vida pública durante a Era Vargas retomou suas atividades políticas a tempo de eleger-se senador pela UDN.

## Resultado da eleição para senador
Houve 217.572 votos nominais (95,57%), 2.597 votos em branco (1,14%) e 7.493 votos nulos (3,29%) resultando no comparecimento de 227.662 eleitores.
| Candidatos a senador da República | Candidatos a suplente de senador | Número | Coligação           | Votação | Percentual |
| --------------------------------- | -------------------------------- | ------ | ------------------- | ------- | ---------- |
| Esmaragdo de Freitas UDN          | Não havia -                      | -      | UDN (sem coligação) | 55.849  | 25,67%     |
| Matias Olímpio UDN                | Não havia -                      | -      | UDN (sem coligação) | 55.724  | 25,61%     |
| Pires Gaioso PSD                  | Não havia -                      | -      | PSD (sem coligação) | 49.944  | 22,96%     |
| Leônidas Melo PSD                 | Não havia -                      | -      | PSD (sem coligação) | 49.772  | 22,88%     |
| Vaz da Costa PL                   | Não havia -                      | -      | PL (sem coligação)  | 3.185   | 1,46%      |
| Cícero Portela PL                 | Não havia -                      | -      | PL (sem coligação)  | 3.098   | 1,42%      |
| Fontes:                           |                                  |        |                     |         |            |

## Resultado da eleição para suplente de senador

### Senador Matias Olímpio
| Candidatos a senador da República | Candidatos a suplente de senador | Número | Coligação           | Votação | Percentual |
| --------------------------------- | -------------------------------- | ------ | ------------------- | ------- | ---------- |
| Ver acima -                       | Antônio Castelo Branco Clark UDN | -      | UDN (sem coligação) | 31.933  | 64,49%     |
| Ver acima -                       | Raimundo Mamede de Castro UDN    | -      | UDN (sem coligação) | 12.080  | 24,40%     |
| Ver acima -                       | Cristino Castelo Branco UDN      | -      | UDN (sem coligação) | 5.500   | 11,11%     |
| Fontes:                           |                                  |        |                     |         |            |

## Deputados federais eleitos
São relacionados os candidatos eleitos com informações complementares da Câmara dos Deputados.

Representação eleita
  UDN: 4
  PSD: 3

FonteːTSE
| Deputados federais eleitos | Partido | Votação | Percentual | Cidade onde nasceu | Unidade federativa |
| José Cândido Ferraz        | UDN     | 27.443  | 24,60%     | Teresina           | Piauí              |
| Renault Leite              | PSD     | 9.262   | 8,30%      | Barbacena          | Minas Gerais       |
| Arêa Leão                  | PSD     | 8.964   | 8,04%      | Teresina           | Piauí              |
| Sigefredo Pacheco          | PSD     | 8.600   | 7,71%      | Campo Maior        | Piauí              |
| Coelho Rodrigues           | UDN     | 8.345   | 7,48%      | Genebra            | Suíça              |
| Antônio Correia            | UDN     | 5.144   | 4,61%      | União              | Piauí              |
| Adelmar Rocha              | UDN     | 4.046   | 3,63%      | Bertolínia         | Piauí              |
| Fontes:                    |         |         |            |                    |                    |